# Arslan Senki
Arslan Senki (яп. アルスラーン戦記 Арусура:н Сэнки, «Героические легенды Арслана», букв.«Сказание об Арслане») — серия из 16 фэнтезийных романов, написанных Ёсики Танакой издававшаяся в период с 1986 по 2017 год. На основе романов были выпущены две манги (Тисато Накамуры, 1991—1996 и Хирому Аракавы, с 2013) и две аниме-адаптации.

## Сюжет
Сюжет рассказывает о подвигах Арслана, наследного принца королевства Парс, и состоит из двух частей. 
В первой части королевство Парс захватывается народом Лузитании после того, как отец Арслана, Король Андрагора III, становится жертвой заговора,  возглавляемого некоторыми из его самых доверенных вассалов. Едва спасшись бегством, Арслан возвращается к своему верному слуге Дарьюну. При поддержке всего нескольких товарищей: философа и тактика Нарсуса, молодого слуги Элама, отчужденную холодную жрицу Фарангисну, а так же странствующего музыканта и мошенника Гиве, Арслан противостоит подавляющим силам врагов и собирает армию, чтобы освободить королевство Парс от армии Лузитании. Войска Лузитании возглавляет неуловимый воин, известный как "серебряная маска", который позже оказался одним из претендентов на трон Парса. 
Во второй части Арслан, уже король Парса, разрывается между защитой страны от внешних врагов, включая серебряную маску, которая все еще находится на свободе, удовлетворением потребностей своих подданных и восстановлением страны.

## Медиа

### Роман
Серия романов Arslan Senki была написана Ёсики Танакой. Эти романы были проиллюстрированы Ёситакой Амано.

### Манга
Первая манга-адаптация Arslan Senki проиллюстрирована Тисато Накамурой на основе первых 7 романов Танаки. Манга насчитывает 13 томов и была опубликована Kadokawa Shoten в период с 1991 по 1996 год.
Вторая манга-адаптация Arslan Senki проиллюстрирована Хирому Аракавой, планируется адаптировать все 16 романов Танаки. Публикуется в Bessatsu Shonen Magazine с июля 2013 года, по состоянию на 2024 год был выпущен 21 том манги.

### Аниме
Первую аниме-адаптацию роман получил в 1991—1995 годах в виде 6-серийного OVA-сериала.
Вторая аниме-адаптация, основанная на манге Хирому Аракавы, была анонсирована 2 ноября 2014 года. Режиссёром сериала стал Нориюки Абэ, а Макото Уэдзу выступил в качестве сценариста. Сериал выходил в эфир с апреля по сентябрь 2015 года на MBS.

### Игры
Первая видеоигра, основанная на Arslan Senki, была выпущена в 1993 году для Sega Mega-CD.
1 октября 2015 года были выпущена игра на PlayStation 3 и PlayStation 4.